# Isär
Isär (en français À part), est une œuvre de musique de chambre de la compositrice franco-suédoise Madeleine Isaksson, écrite en 2012.

## Contexte et création
Madeleine Isaksson compose Isär en 2012, en hommage à son père, atteint de la maladie d'Alzheimer. Elle écrit son œuvre pour flûte basse, flûte alto, piccolo, clarinette basse, clarinette en si bémol, percussions, piano, violon, alto et violoncelle.
Selon la compositrice elle-même, « Il se repliait dans ses pensées dans son enfance à Norrbotten durant les années 1940. Une anxiété pressante allant en s'intensifiant le rendant de plus en plus obsédé par l'idée de quitter sa maison. En fin de compte, rien n'a pu le garder en vie : le temps paraissait séparé, à part. ».